# Action du 1er novembre 1944
Campagnes d'Afrique, du Moyen-Orient et de Méditerranée (1940-1945)
Batailles
- Détroit d'Otrante
- Île d'Ist
- Île de Pag

1940
- Vado
- Siège de Malte
- Club Run
- Convoi Espero
- Mers el-Kébir
- Punta Stilo
- Cap Spada
- Hurry
- Cap Passero
- MB.8
- Tarente
- Détroit d'Otrante
- White
- Cap Teulada

1941
- Excess
- Convoi AN 14
- Grog
- Abstention
- Baie de La Sude
- Cap Matapan
- Îles Kerkennah
- Crète
- Galite
- Substance
- Halberd
- Convoi Duisburg
- Cap Bon
- Syrte (1941)
- Rade d'Alexandrie

1942
- Syrte (1942)
- Calendar
- Bowery
- Albumen
- Harpoon
- Vigorous
- Pedestal
- Agreement
- Torch
- Stoneage
- Sabordage de la flotte française à Toulon
- Portcullis
- Banc de Skerki
- Olterra (navire auxiliaire)
- Raid sur Alger

1943
- Zouara
- Convoi de Cigno
- Convoi de Campobasso
- Corkscrew
- Husky
- Gela
- Scylla
- Pietracorbara
- Dodécanèse
  - Rhodes
  - Leros
  - Kos
- Convoi KMF-25A

1944
- Ist
- Raid sur Santorin
- Raid sur Symi
- Port-Cros
- La Ciotat
- Île de Pag

1945
Mer Ligure
- Convois alliés
  - convois de Malte
- Campagne des U-boote
- Campagne adriatique

L’action du 1er novembre 1944, également connue sous le nom d’embuscade au large de l'île de Pag, était un engagement naval dans la baie de Kvarner en mer Adriatique, entre les îles de Pag et Lussino (aujourd'hui Lošinj) le 1er novembre 1944. Il a opposé une flottille de  deux destroyers de la Royal Navy et une force de Kriegsmarine composée de deux corvettes et d'un destroyer. La flottille allemande avait été déployée pour escorter un convoi naviguant de Šibenik à Fiume (actuellement Rijeka).
Les destroyers britanniques ont réussi à détruire les trois navires allemands sans aucune perte. L'action a causé la mort de plus de 200 membres d'équipage allemands. La force d'attaque en a sauvé 90, et 20 autres marins ont été secourus deux jours plus tard par des navires allemands envoyés à la recherche de survivants. Le convoi de 19 péniches de débarquement, qui devait être escorté par les trois navires coulés par la Royal Navy, n'a pas été intercepté et a atteint sa destination le 2 novembre.

## Contexte

Zone allemande OZAK

Après la capitulation italienne du 8 septembre 1943 (Armistice de Cassibile), à la suite de l'invasion alliée de l'Italie, les partisans yougoslaves s'emparèrent de la majeure partie de la côte orientale de l'Adriatique dans la région de la Dalmatie. L'armée allemande s'est cependant précipité pour occuper les ports du nord de l'Adriatique de Trieste, Fiume et Pula et établir la zone opérationnelle du littoral adriatique (en allemand : Operationszone Adriatisches Küstenland - OZAK), avec son quartier général à Trieste le 10 septembre.Elle est composée d'un contingent militaire allemand substantiel comprenant des unités navales allemandes nouvellement formées de nombreux navires de guerre italiens capturés. En conséquence, un engagement avec la Royal Navy semblait inévitable.
Dans la seconde moitié de 1944, la Royal Navy a envoyé une flottille dans l'Adriatique, à la fois pour sécuriser la zone et pour attaquer la navigation côtière allemande. La navigation côtière est devenue de plus en plus importante pour les forces allemandes déployées dans l'État indépendant de Croatie, et en particulier en Dalmatie, car les routes et les voies ferrées sont devenues dangereuses à cause de l'activité des partisans yougoslaves. La Royal Navy a lancé l' Opération Exterminate, visant principalement la destruction des corvettes allemandes. Le 26 octobre, les partisans yougoslaves ont informé le capitaine de corvette Morgan Morgan-Giles, commandant des forces côtières dans le nord de l'Adriatique, qu'il y avait deux destroyers allemands dans une crique sur la côte sud de l'île de Rab.

## Prélude
Le retrait allemand des villes dalmates de Zadar et Šibenik vers Fiume, baptisée Opération Viking, impliquait le transport de troupes et de matériel à bord de deux convois de navires, protégés par la Kriegsmarine. Le retrait était une conséquence de la capture de Zadar et Šibenik par les partisans yougoslaves. Le convoi Wikinger II est parti de Šibenik à 17h00 le 1er novembre. Il était composé de péniches de débarquement Marinefährprahm : les MFP 522, MFP 554, MFP 484 et MFP 354, représentant le groupe "A" du convoi, et 13 bateaux de débarquement du génie de combat (Pionier-Landungsboot) et deux gros bateaux de débarquement d'assaut Sturmboot, disposés dans le groupe "B".

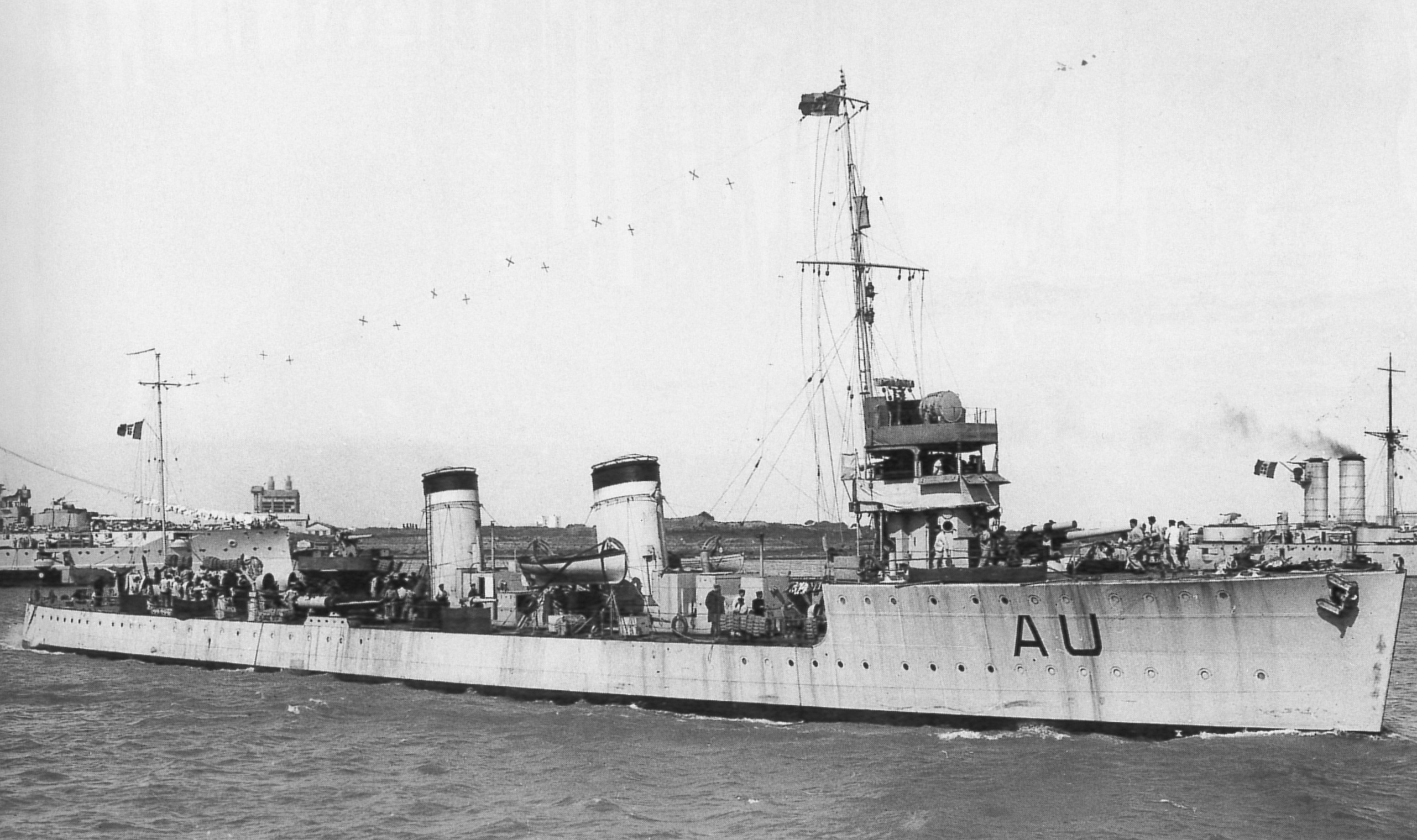
TA20, ex-destroyer Audace

Dans la première partie de l'itinéraire, le convoi était protégé par le 2e Groupe de la 3e flottille de schnellboot, avant que le devoir d'escorte ne soit transféré à la 2e flottille d'escorte (Geleitflottille) basée à Fiume. La 3e flottille de schnellboot était à l'origine composée des S 154  S 156 et S 158, mais lors de l' attaque de la Royal Air Force sur Šibenik le 25 octobre, un de Havilland DH.98 Mosquito a coulé le S 158 et endommagé le S 156, ne laissant qu'un escorteur opérationnel. À l'époque, les seuls navires opérationnels de la 2e flottille d'escorte étaient le destroyer Torpedoboot Ausland TA20 (ex- destroyer italien de classe Urakaze), avec un équipage de 113 marins, les chasseurs de sous-marin UJ 202 et UJ 208, les corvettes ex-italiennes de classe Gabbiano (en) Melpómene et Spingarda, avec des équipages d'environ 110 chacun, et le dragueur de mines rapide R 187.
Le TA21 (ancien destroyer italien Insidioso) est resté au port en raison de problèmes de qualité du carburant. Les problèmes de carburant ont également amené la force à quitter le port à des moments différents. Les corvettes sont parties à 16h00, le R 187 a navigué une demi-heure plus tard, tandis que le TA20 a quitté le port à 19h00, avec le commandant de la flottille Korvettenkapitän  Friedrich-Wilhelm Thorwest à bord.

## Action

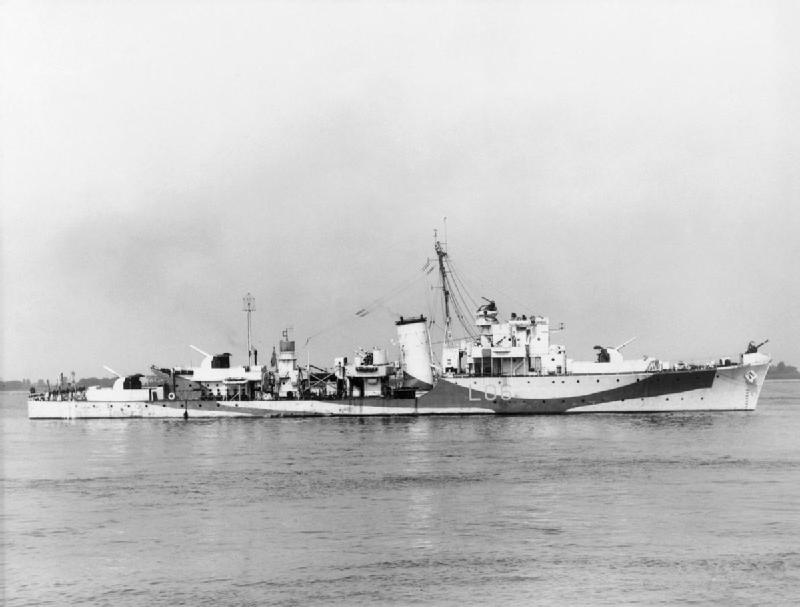
HMS Avon Dale

En se fondant sur les informations fournies par les partisans yougoslaves, la Royal Navy sortit deux destroyers de classe Hunt de type II , le HMS Avon Vale et le HMS Wheatland, de leur base de l'île d'Ist à 17h00 le 1er novembre. Les destroyers étaient accompagnés de vedettes-torpilleurs MTB 295, MTB 287 et MTB 274, et autres MGB 642, MGB 638et MGB 633 et le Motor Launch ML494. Les destroyers ont été chargés de débarquer une équipe d'observateurs sur la pointe nord de Rab, les Vedettes-torpilleurs patrouillant des patrouilles dans la baie de Kvarner entre les îles Rab et Krk, tandis que le reste de la force rôdait au sud-ouest, près de Premuda.
Les observateurs de la côte ont débarqué à 19h50,  au même moment où les vedettes-torpilleurs ont signalé l'arrivée de deux navires ennemis naviguant vers le sud. À l'aide d'un radar, les corvettes allemandes ont détecté et les destroyers anglais sont arrivés sur leur bâbord à 20h15, tandis que l' UJ 202 allemand a tiré deux obus étoiles. L'équipage du R 187 l'a vu en suivant les corvettes de loin. Les destroyers ont engagé les corvettes allemandes à 20h20, à une position à l'ouest de Lun sur l'île de Pag, assignant une corvette à chacun comme cible. Les premiers salves britanniques ont marqué des coups sur les corvettes, à l'aide de leurs canons de 100 millimètres, à une distance de 3,700 mètres. L' UJ 202 a été touché directement par plusieurs tirs, détruisant plusieurs canons, son pont et sa salle radio. Il a continué à riposter en tentant de naviguer vers Rab. L' UJ 208 a également été rapidement touché et ses canons ont été mis hors service. Son équipage a réussi à éteindre le feu sur sa poupe, mais un autre incendie s'est déclaré. À 20h30, il est arrive au port et a commencé à couler. L'UJ 202 a coulé à 21h00.
La force de la Royal Navy n'a mis que dix minutes pour neutraliser les corvettes. Ils ont alors commencé à récupérer les survivants, mais le sauvetage a été suspendu vers 22h30, lorsque le TA20  a été repéré par le radar. Une première salve britannique a frappé son pont tuant tous les officiers et détruisant son système de contrôle de tir. Il a coulé près de l'île de Pag.
Le R 187 a maintenu le silence radio et a navigué vers l'est pour échapper à la détection. Il a rejoint le convoi partant de Šibenik à environ 23h45 et a procédé à l'escorte vers le nord. Les péniches de débarquement du génie de combat ont atteint Kraljevica, à l'exception de deux qui ont rejoint le port de Senj en raison de mauvaises conditions météorologiques. Le reste du convoi atteint Fiume le 2 novembre.  Les destroyers de la Royal Navy sont retournés vers la base d'Ist.

## Conséquences

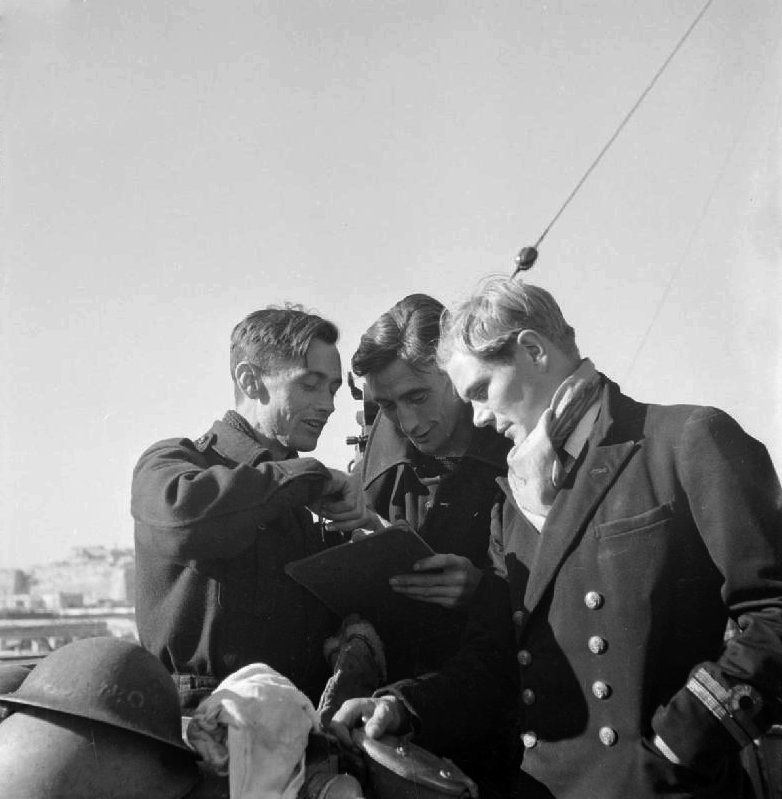
Officiers RN sur le HMS Wheatland à Malte, le 22 novembre 1944 décrivant l'action

Alors que les conditions météorologiques se détérioraient, les destroyers de la Royal Navy ne purent sauver que 90 survivants des trois navires allemands. Avant que l'opération de sauvetage ne soit suspendue pour engager le TA20, le Wheatland récupéra trois officiers et 68 marins (la plupart étaient membres d'équipage de l' UJ 202) . La Kriegsmarine envoya les corvettes TA40 et TA45 corvettes, ainsi que les schnettboot S 33 et S 154 à la recherche des survivants, trouvant 17 membres du TA20 sur l'îlot de Trstenik le 3 novembre. Le groupe comprenait sept blessés, soignés par un équipage de phare local. Outre ceux-ci, les navires ont sauvé un membre de l' UJ 202 et trois de l' UJ 208. La détérioration du temps a également empêché la récupération des observateurs de la côte pendant quatre jours. Plus de deux cents allemands ont péri dans cette action, y compris le commandant de flottille et les trois commandants de navire.
Les partisans yougoslaves ont capturé Šibenik et Zadar le 3 novembre 1944, mais la guerre dans l'Adriatique s'est poursuivie jusqu'en avril 1945. Les destroyers alliés n'ont jamais engagé les gros navires de la Kriegsmarine dans l'Adriatique après novembre 1944. La diminution des moyens navals allemands dans la région a entraîné une action limitée, tandis que la dernière perte enregistrée fut le TA45 torpillé par des vedettes-torpilleurs de la Royal Navy en avril. Seuls quatre navires de la Kriegsmarine ont survécu pour être capturés ou sabordés lorsque les forces allemandes en Italie se sont rendues à la fin d'avril aux forces avancées de la VIIIe armée britannique.

### Les épaves
L'épave du TA20 a été découverte par des plongeurs d'épaves italiens en 1999 : elle repose sur une partie du fond marin à proximité d'une zone de chalutage commercial, et est régulièrement masquée par de grandes quantités de limon. Les deux corvettes ont été localisées en 2000. Puisque les plongeurs qui les ont trouvées ne pouvaient pas les identifier comme UJ 202 ou UJ 208 spécifiquement, elles sont devenues connues sous le nom de corvette «nord» et «sud». Plusieurs charges sous-marines se trouvent encore sur sa poupe dans des racks de type Gatteschi indiquant que la corvette sud est l'épave de l' UJ 208 . Les trois naufrages font partie de "la Flotte Fantôme de Pag" (croate : Sablasna paška flota) avec les épaves du HMS Aldenham et des bateaux à vapeur austro-hongrois SS Albanien et SS Euterpe.